# بط أعقف

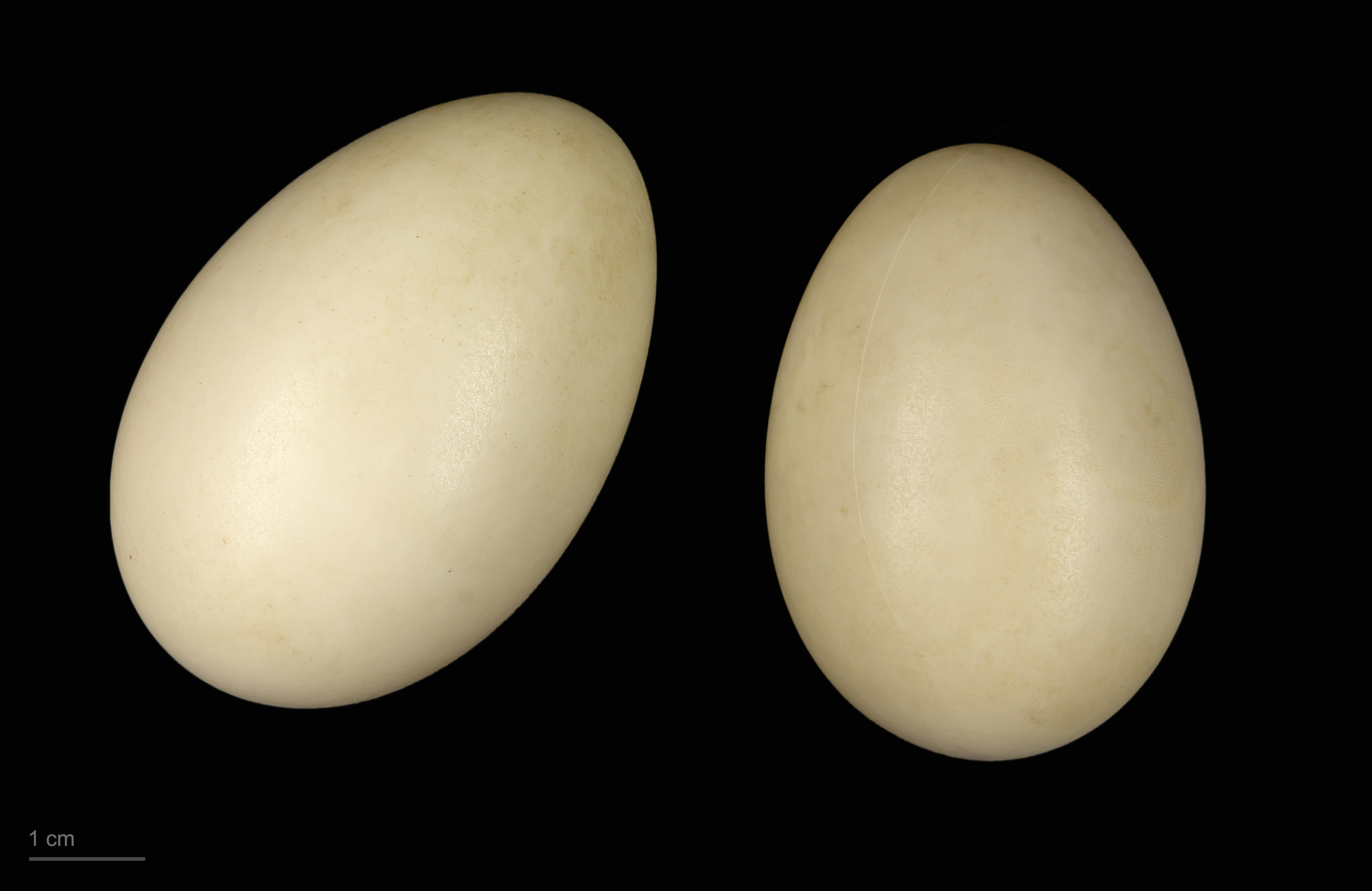
Anas falcata

بط أعقف (الاسم العلمي: Anas falcata) هو نوع من فصيلة بطية.